# 黄少梅
黄少梅（1931年—），女，广州番禺人，中国粤曲平喉演唱家，一级演员，第六届中国曲艺牡丹奖终身成就奖得主。